# 凯茜·埃利斯
凯茜·埃利斯（英語：Kathy Ellis，1946年11月28日—），美国女子游泳运动员，主攻蝶泳和自由泳。她曾代表美国参加1964年夏季奥林匹克运动会游泳比赛，获得二枚金牌和二枚铜牌。